# خوليو كابريرا (فيلسوف)
خوليو كابريرا (بالإنجليزية: Julio Cabrera)‏ فيلسوف أرجنتيني يعيش في البرازيل. وهو أستاذ متقاعد بقسم الفلسفة بجامعة برازيليا ورئيس القسم السابق. قام سابقًا بالتدريس في الأرجنتين، في جامعة قرطبة الوطنية، وجامعة بلغرانو، ثم في البرازيل في جامعة سانتا ماريا الفيدرالية. اشتهر بأعماله حول "الأخلاق السلبية" والسينما والفلسفة. مجالات الفلسفة الأخرى التي يتعامل معها هي فلسفة اللغة والمنطق وفلسفة أمريكا اللاتينية.